# Samuel Austin Allibone
Samuel Austin Allibone, né le 17 avril 1816 à Philadelphie et mort le 2 septembre 1889 à Lucerne est un auteur, éditeur et bibliographe américain. 

## Biographie
Samuel Austin Allibone naît le 17 avril 1816 à Philadelphie en Pennsylvanie,.
Les archives familiales sont sommaires ; les registres généalogiques indiquent que les parents de Samuel Austin Allibone sont probablement William Allibone et Mary Smith, une descendante des premiers colons anglais de Pennsylvanie. On sait peu de choses sur les premières années de Samuel Austin ou sur son éducation, si ce n'est qu'il est bibliophile dès son plus jeune âge.
Il étudie dans le privé et, pendant de nombreuses années, est engagé dans des affaires commerciales dans sa ville natale. Il se consacre cependant principalement à la lecture et à la recherche bibliographique ; il acquiert une connaissance très inhabituelle de la littérature anglaise et américaine, et on se souvient de lui comme le compilateur du célèbre Critical Dictionary of English Literature and British and American Authors (3 vol. : vol. I. 1854, vol. II. et III. 1871). À cela s'ajoutent deux volumes supplémentaires, édités par John Foster Kirk, en 1891. Cet ouvrage contient des notices et des morceaux critiques, recueillis dans les revues, su 46 499 écrivains et forme un répertoire indispensable pour qui veut avoir une connaissance approfondie de la littérature anglaise. De 1867 à 1873, et de nouveau en 1877-1879, Samuel Austin Allibone est éditeur de livres et secrétaire correspondant de l'American Sunday School Union ; et de 1879 à 1888, il est bibliothécaire de la Lenox Library à New York. En plus de son Critical Dictionary, il publie trois grandes anthologies et plusieurs traités religieux. Samuel Austin Allibone travaille dans le commerce, puis pour la Insurance Company of North America à Philadelphie.
Il épouse Mary Henry, la fille d'un éminent marchand et philanthrope de Philadelphie, qui l'aide dans son travail de bibliothécaire ; le couple a un enfant.
Samuel Austin Allibone meurt à Lucerne, en Suisse, le 2 septembre 1889.